# The Battle at Garden's Gate
The Battle at Garden's Gate är det andra studioalbumet av den amerikanska rockgruppen Greta Van Fleet och utgavs den 16 april 2021. Låtarna spelades in 2019-2020 och producenten var Greg Kurstin.

## Låtlista
| Nr  | Titel                    | Längd |
| --- | ------------------------ | ----- |
| 1.  | Heat Above               | 5:40  |
| 2.  | My Way, Soon             | 4:15  |
| 3.  | Broken Bells             | 5:50  |
| 4.  | Built by Nations         | 3:58  |
| 5.  | Age of Machine           | 6:53  |
| 6.  | Tears of Rain            | 3:50  |
| 7.  | Stardust Chords          | 4:58  |
| 8.  | Light My Love            | 4:30  |
| 9.  | Caravel                  | 4:55  |
| 10. | The Barbarians           | 5:20  |
| 11. | Trip the Light Fantastic | 4:33  |
| 12. | The Weight of Dreams     | 8:50  |

## Medverkande
- Joshua Kiszka - sång, bakgrundssång
- Jacob Kiszka - gitarr, bakgrundssång
- Samuel Kiszka - bas, keyboards, bakgrundssång
- Daniel Wagner - trummor, bakgrundssång